# Milionia dohertyi
Milionia dohertyi är en fjärilsart som beskrevs av Rothschild 1897. Milionia dohertyi ingår i släktet Milionia och familjen mätare. Inga underarter finns listade i Catalogue of Life.